# NK TŠK Topolovac
El NK TSK Topolovac es un equipo de fútbol de Croacia que juega en la Primera Liga de Sisačko-Moslavačka, una de las ligas regionales que conforman la quinta división de fútbol en el país.

## Historia
Fue fundado en el año 1932 en la ciudad de Topolovac, en el centro de Croacia y durante los años de la desaparecida Yugoslavia los pasó en las sombras de las ligas regionales del centro de la República Socialista de Croacia, incluso tras la independencia de Croacia el club lo pasó jugando a escala regional.
Fue en la temporada de 1997/98 que sale de las ligas regionales para jugar por primera vez en la Treca HNL, en donde solo duró una temporada luego de lograr el ascenso a la Druga HNL. Dos temporadas más tarde consigue el ascenso a la Prva HNL por primera vez en su historia para jugar en la temporada 2001/02.
Su primera temporada en la máxima categoría fue también de despedida, ya que solo ganó cuatro de 30 partidos que jugó y solo hizo 14 puntos, con lo que terminó en último lugar entre 16 equipos, con lo que inició una caída libre que lo tiene en las ligas regionales desde entonces luego de salvarse de la bancarrota.

## Palmarés
- Croatian Third League – Centro (1): 1999–2000